# Sef Vergoossen
Sef Vergoossen (født 5. august 1947) er en tidligere nederlandsk fodboldspiller og træner.